# Lista di asteroidi (79001-80000)
Di seguito una lista di asteroidi dal numero 79001 al 80000 con data di scoperta e scopritore.

## 79001-79100
| Nome            | Designazione provvisoria | Data di scoperta  | Scopritore                                             |
| --------------- | ------------------------ | ----------------- | ------------------------------------------------------ |
| 79001 -         | 2749 P-L                 | 24 settembre 1960 | C. J. van Houten, I. van Houten-Groeneveld, T. Gehrels |
| 79002 -         | 2774 P-L                 | 24 settembre 1960 | C. J. van Houten, I. van Houten-Groeneveld, T. Gehrels |
| 79003 -         | 3519 P-L                 | 17 ottobre 1960   | C. J. van Houten, I. van Houten-Groeneveld, T. Gehrels |
| 79004 -         | 4134 P-L                 | 24 settembre 1960 | C. J. van Houten, I. van Houten-Groeneveld, T. Gehrels |
| 79005 -         | 4220 P-L                 | 24 settembre 1960 | C. J. van Houten, I. van Houten-Groeneveld, T. Gehrels |
| 79006 -         | 4261 P-L                 | 24 settembre 1960 | C. J. van Houten, I. van Houten-Groeneveld, T. Gehrels |
| 79007 -         | 4289 P-L                 | 24 settembre 1960 | C. J. van Houten, I. van Houten-Groeneveld, T. Gehrels |
| 79008 -         | 4306 P-L                 | 24 settembre 1960 | C. J. van Houten, I. van Houten-Groeneveld, T. Gehrels |
| 79009 -         | 4707 P-L                 | 24 settembre 1960 | C. J. van Houten, I. van Houten-Groeneveld, T. Gehrels |
| 79010 -         | 4851 P-L                 | 24 settembre 1960 | C. J. van Houten, I. van Houten-Groeneveld, T. Gehrels |
| 79011 -         | 6312 P-L                 | 24 settembre 1960 | C. J. van Houten, I. van Houten-Groeneveld, T. Gehrels |
| 79012 -         | 6678 P-L                 | 24 settembre 1960 | C. J. van Houten, I. van Houten-Groeneveld, T. Gehrels |
| 79013 -         | 9056 P-L                 | 17 ottobre 1960   | C. J. van Houten, I. van Houten-Groeneveld, T. Gehrels |
| 79014 -         | 9520 P-L                 | 17 ottobre 1960   | C. J. van Houten, I. van Houten-Groeneveld, T. Gehrels |
| 79015 -         | 9548 P-L                 | 17 ottobre 1960   | C. J. van Houten, I. van Houten-Groeneveld, T. Gehrels |
| 79016 -         | 2094 T-1                 | 25 marzo 1971     | C. J. van Houten, I. van Houten-Groeneveld, T. Gehrels |
| 79017 -         | 2117 T-1                 | 25 marzo 1971     | C. J. van Houten, I. van Houten-Groeneveld, T. Gehrels |
| 79018 -         | 2126 T-1                 | 25 marzo 1971     | C. J. van Houten, I. van Houten-Groeneveld, T. Gehrels |
| 79019 -         | 1071 T-2                 | 29 settembre 1973 | C. J. van Houten, I. van Houten-Groeneveld, T. Gehrels |
| 79020 -         | 1085 T-2                 | 29 settembre 1973 | C. J. van Houten, I. van Houten-Groeneveld, T. Gehrels |
| 79021 -         | 1160 T-2                 | 29 settembre 1973 | C. J. van Houten, I. van Houten-Groeneveld, T. Gehrels |
| 79022 -         | 1200 T-2                 | 29 settembre 1973 | C. J. van Houten, I. van Houten-Groeneveld, T. Gehrels |
| 79023 -         | 1213 T-2                 | 29 settembre 1973 | C. J. van Houten, I. van Houten-Groeneveld, T. Gehrels |
| 79024 -         | 1247 T-2                 | 29 settembre 1973 | C. J. van Houten, I. van Houten-Groeneveld, T. Gehrels |
| 79025 -         | 1318 T-2                 | 29 settembre 1973 | C. J. van Houten, I. van Houten-Groeneveld, T. Gehrels |
| 79026 -         | 1322 T-2                 | 29 settembre 1973 | C. J. van Houten, I. van Houten-Groeneveld, T. Gehrels |
| 79027 -         | 1337 T-2                 | 29 settembre 1973 | C. J. van Houten, I. van Houten-Groeneveld, T. Gehrels |
| 79028 -         | 1441 T-2                 | 29 settembre 1973 | C. J. van Houten, I. van Houten-Groeneveld, T. Gehrels |
| 79029 -         | 1503 T-2                 | 29 settembre 1973 | C. J. van Houten, I. van Houten-Groeneveld, T. Gehrels |
| 79030 -         | 2027 T-2                 | 29 settembre 1973 | C. J. van Houten, I. van Houten-Groeneveld, T. Gehrels |
| 79031 -         | 2073 T-2                 | 29 settembre 1973 | C. J. van Houten, I. van Houten-Groeneveld, T. Gehrels |
| 79032 -         | 2134 T-2                 | 29 settembre 1973 | C. J. van Houten, I. van Houten-Groeneveld, T. Gehrels |
| 79033 -         | 2185 T-2                 | 29 settembre 1973 | C. J. van Houten, I. van Houten-Groeneveld, T. Gehrels |
| 79034 -         | 2228 T-2                 | 29 settembre 1973 | C. J. van Houten, I. van Houten-Groeneveld, T. Gehrels |
| 79035 -         | 2247 T-2                 | 29 settembre 1973 | C. J. van Houten, I. van Houten-Groeneveld, T. Gehrels |
| 79036 -         | 3063 T-2                 | 30 settembre 1973 | C. J. van Houten, I. van Houten-Groeneveld, T. Gehrels |
| 79037 -         | 3116 T-2                 | 30 settembre 1973 | C. J. van Houten, I. van Houten-Groeneveld, T. Gehrels |
| 79038 -         | 3144 T-2                 | 30 settembre 1973 | C. J. van Houten, I. van Houten-Groeneveld, T. Gehrels |
| 79039 -         | 3169 T-2                 | 30 settembre 1973 | C. J. van Houten, I. van Houten-Groeneveld, T. Gehrels |
| 79040 -         | 3196 T-2                 | 30 settembre 1973 | C. J. van Houten, I. van Houten-Groeneveld, T. Gehrels |
| 79041 -         | 3234 T-2                 | 30 settembre 1973 | C. J. van Houten, I. van Houten-Groeneveld, T. Gehrels |
| 79042 -         | 3249 T-2                 | 30 settembre 1973 | C. J. van Houten, I. van Houten-Groeneveld, T. Gehrels |
| 79043 -         | 3330 T-2                 | 25 settembre 1973 | C. J. van Houten, I. van Houten-Groeneveld, T. Gehrels |
| 79044 -         | 3919 T-2                 | 30 settembre 1973 | C. J. van Houten, I. van Houten-Groeneveld, T. Gehrels |
| 79045 -         | 4071 T-2                 | 29 settembre 1973 | C. J. van Houten, I. van Houten-Groeneveld, T. Gehrels |
| 79046 -         | 4113 T-2                 | 29 settembre 1973 | C. J. van Houten, I. van Houten-Groeneveld, T. Gehrels |
| 79047 -         | 4184 T-2                 | 29 settembre 1973 | C. J. van Houten, I. van Houten-Groeneveld, T. Gehrels |
| 79048 -         | 4200 T-2                 | 29 settembre 1973 | C. J. van Houten, I. van Houten-Groeneveld, T. Gehrels |
| 79049 -         | 4207 T-2                 | 29 settembre 1973 | C. J. van Houten, I. van Houten-Groeneveld, T. Gehrels |
| 79050 -         | 4649 T-2                 | 30 settembre 1973 | C. J. van Houten, I. van Houten-Groeneveld, T. Gehrels |
| 79051 -         | 5091 T-2                 | 25 settembre 1973 | C. J. van Houten, I. van Houten-Groeneveld, T. Gehrels |
| 79052 -         | 5142 T-2                 | 25 settembre 1973 | C. J. van Houten, I. van Houten-Groeneveld, T. Gehrels |
| 79053 -         | 5153 T-2                 | 25 settembre 1973 | C. J. van Houten, I. van Houten-Groeneveld, T. Gehrels |
| 79054 -         | 1046 T-3                 | 17 ottobre 1977   | C. J. van Houten, I. van Houten-Groeneveld, T. Gehrels |
| 79055 -         | 1063 T-3                 | 17 ottobre 1977   | C. J. van Houten, I. van Houten-Groeneveld, T. Gehrels |
| 79056 -         | 1132 T-3                 | 17 ottobre 1977   | C. J. van Houten, I. van Houten-Groeneveld, T. Gehrels |
| 79057 -         | 1183 T-3                 | 17 ottobre 1977   | C. J. van Houten, I. van Houten-Groeneveld, T. Gehrels |
| 79058 -         | 1215 T-3                 | 17 ottobre 1977   | C. J. van Houten, I. van Houten-Groeneveld, T. Gehrels |
| 79059 -         | 2014 T-3                 | 16 ottobre 1977   | C. J. van Houten, I. van Houten-Groeneveld, T. Gehrels |
| 79060 -         | 2281 T-3                 | 16 ottobre 1977   | C. J. van Houten, I. van Houten-Groeneveld, T. Gehrels |
| 79061 -         | 2286 T-3                 | 16 ottobre 1977   | C. J. van Houten, I. van Houten-Groeneveld, T. Gehrels |
| 79062 -         | 2449 T-3                 | 16 ottobre 1977   | C. J. van Houten, I. van Houten-Groeneveld, T. Gehrels |
| 79063 -         | 2499 T-3                 | 16 ottobre 1977   | C. J. van Houten, I. van Houten-Groeneveld, T. Gehrels |
| 79064 -         | 2536 T-3                 | 17 ottobre 1977   | C. J. van Houten, I. van Houten-Groeneveld, T. Gehrels |
| 79065 -         | 3102 T-3                 | 16 ottobre 1977   | C. J. van Houten, I. van Houten-Groeneveld, T. Gehrels |
| 79066 -         | 3172 T-3                 | 16 ottobre 1977   | C. J. van Houten, I. van Houten-Groeneveld, T. Gehrels |
| 79067 -         | 3221 T-3                 | 16 ottobre 1977   | C. J. van Houten, I. van Houten-Groeneveld, T. Gehrels |
| 79068 -         | 3258 T-3                 | 16 ottobre 1977   | C. J. van Houten, I. van Houten-Groeneveld, T. Gehrels |
| 79069 -         | 3275 T-3                 | 16 ottobre 1977   | C. J. van Houten, I. van Houten-Groeneveld, T. Gehrels |
| 79070 -         | 3282 T-3                 | 16 ottobre 1977   | C. J. van Houten, I. van Houten-Groeneveld, T. Gehrels |
| 79071 -         | 3300 T-3                 | 16 ottobre 1977   | C. J. van Houten, I. van Houten-Groeneveld, T. Gehrels |
| 79072 -         | 3337 T-3                 | 16 ottobre 1977   | C. J. van Houten, I. van Houten-Groeneveld, T. Gehrels |
| 79073 -         | 3410 T-3                 | 16 ottobre 1977   | C. J. van Houten, I. van Houten-Groeneveld, T. Gehrels |
| 79074 -         | 3530 T-3                 | 16 ottobre 1977   | C. J. van Houten, I. van Houten-Groeneveld, T. Gehrels |
| 79075 -         | 3704 T-3                 | 16 ottobre 1977   | C. J. van Houten, I. van Houten-Groeneveld, T. Gehrels |
| 79076 -         | 3782 T-3                 | 16 ottobre 1977   | C. J. van Houten, I. van Houten-Groeneveld, T. Gehrels |
| 79077 -         | 4122 T-3                 | 16 ottobre 1977   | C. J. van Houten, I. van Houten-Groeneveld, T. Gehrels |
| 79078 -         | 4188 T-3                 | 16 ottobre 1977   | C. J. van Houten, I. van Houten-Groeneveld, T. Gehrels |
| 79079 -         | 4302 T-3                 | 16 ottobre 1977   | C. J. van Houten, I. van Houten-Groeneveld, T. Gehrels |
| 79080 -         | 4502 T-3                 | 16 ottobre 1977   | C. J. van Houten, I. van Houten-Groeneveld, T. Gehrels |
| 79081 -         | 4673 T-3                 | 17 ottobre 1977   | C. J. van Houten, I. van Houten-Groeneveld, T. Gehrels |
| 79082 -         | 5047 T-3                 | 16 ottobre 1977   | C. J. van Houten, I. van Houten-Groeneveld, T. Gehrels |
| 79083 -         | 5068 T-3                 | 16 ottobre 1977   | C. J. van Houten, I. van Houten-Groeneveld, T. Gehrels |
| 79084 -         | 5650 T-3                 | 16 ottobre 1977   | C. J. van Houten, I. van Houten-Groeneveld, T. Gehrels |
| 79085 -         | 1975 SE1                 | 30 settembre 1975 | S. J. Bus                                              |
| 79086 Gorgasali | 1977 RD                  | 4 settembre 1977  | R. M. West                                             |
| 79087 Scheidt   | 1977 UM2                 | 17 ottobre 1977   | F. Börngen, P. Lochno, R. Ziener                       |
| 79088 -         | 1978 VB4                 | 7 novembre 1978   | E. F. Helin, S. J. Bus                                 |
| 79089 -         | 1978 VX10                | 7 novembre 1978   | E. F. Helin, S. J. Bus                                 |
| 79090 -         | 1979 MZ8                 | 25 giugno 1979    | E. F. Helin, S. J. Bus                                 |
| 79091 -         | 1979 OB11                | 24 luglio 1979    | S. J. Bus                                              |
| 79092 -         | 1981 DT1                 | 28 febbraio 1981  | S. J. Bus                                              |
| 79093 -         | 1981 EU10                | 1 marzo 1981      | S. J. Bus                                              |
| 79094 -         | 1981 ED13                | 1 marzo 1981      | S. J. Bus                                              |
| 79095 -         | 1981 EL15                | 1 marzo 1981      | S. J. Bus                                              |
| 79096 -         | 1981 EM20                | 2 marzo 1981      | S. J. Bus                                              |
| 79097 -         | 1981 EC24                | 7 marzo 1981      | S. J. Bus                                              |
| 79098 -         | 1981 EE26                | 2 marzo 1981      | S. J. Bus                                              |
| 79099 -         | 1981 EG29                | 1 marzo 1981      | S. J. Bus                                              |
| 79100 -         | 1981 EH30                | 2 marzo 1981      | S. J. Bus                                              |

## 79101-79200
| Nome              | Designazione provvisoria | Data di scoperta  | Scopritore                 |
| ----------------- | ------------------------ | ----------------- | -------------------------- |
| 79101 -           | 1981 EJ31                | 2 marzo 1981      | S. J. Bus                  |
| 79102 -           | 1981 EP31                | 2 marzo 1981      | S. J. Bus                  |
| 79103 -           | 1981 EO32                | 7 marzo 1981      | S. J. Bus                  |
| 79104 -           | 1981 EK33                | 1 marzo 1981      | S. J. Bus                  |
| 79105 -           | 1981 EY33                | 1 marzo 1981      | S. J. Bus                  |
| 79106 -           | 1981 EW34                | 2 marzo 1981      | S. J. Bus                  |
| 79107 -           | 1981 EX37                | 1 marzo 1981      | S. J. Bus                  |
| 79108 -           | 1981 EB38                | 1 marzo 1981      | S. J. Bus                  |
| 79109 -           | 1981 EN39                | 2 marzo 1981      | S. J. Bus                  |
| 79110 -           | 1981 EH40                | 2 marzo 1981      | S. J. Bus                  |
| 79111 -           | 1981 ES40                | 2 marzo 1981      | S. J. Bus                  |
| 79112 -           | 1981 EE42                | 2 marzo 1981      | S. J. Bus                  |
| 79113 -           | 1981 EP45                | 1 marzo 1981      | S. J. Bus                  |
| 79114 -           | 1981 EJ46                | 2 marzo 1981      | S. J. Bus                  |
| 79115 -           | 1984 JK                  | 9 maggio 1984     | J. Gibson                  |
| 79116 -           | 1984 ST6                 | 27 settembre 1984 | H. Debehogne               |
| 79117 Brydonejack | 1988 QC1                 | 16 agosto 1988    | C. S. Shoemaker            |
| 79118 -           | 1989 GY5                 | 5 aprile 1989     | E. W. Elst                 |
| 79119 -           | 1989 SC10                | 26 settembre 1989 | H. Debehogne               |
| 79120 -           | 1989 TS4                 | 7 ottobre 1989    | E. W. Elst                 |
| 79121 -           | 1990 EG1                 | 2 marzo 1990      | E. W. Elst                 |
| 79122 -           | 1990 RV7                 | 14 settembre 1990 | H. Debehogne               |
| 79123 -           | 1990 RT8                 | 15 settembre 1990 | H. Debehogne               |
| 79124 -           | 1990 RU8                 | 15 settembre 1990 | H. Debehogne               |
| 79125 -           | 1990 SZ4                 | 22 settembre 1990 | E. W. Elst                 |
| 79126 -           | 1990 SO6                 | 22 settembre 1990 | E. W. Elst                 |
| 79127 -           | 1990 SK8                 | 22 settembre 1990 | E. W. Elst                 |
| 79128 -           | 1990 SB13                | 22 settembre 1990 | H. Debehogne               |
| 79129 Robkoldewey | 1990 TX11                | 11 ottobre 1990   | F. Börngen, L. D. Schmadel |
| 79130 Bandanomori | 1990 UC2                 | 26 ottobre 1990   | T. Seki                    |
| 79131 -           | 1990 UN4                 | 16 ottobre 1990   | E. W. Elst                 |
| 79132 -           | 1990 VR4                 | 15 novembre 1990  | E. W. Elst                 |
| 79133 -           | 1990 VG5                 | 15 novembre 1990  | E. W. Elst                 |
| 79134 -           | 1990 VO8                 | 15 novembre 1990  | E. W. Elst                 |
| 79135 -           | 1991 JV                  | 8 maggio 1991     | Spacewatch                 |
| 79136 -           | 1991 ND4                 | 8 luglio 1991     | H. Debehogne               |
| 79137 -           | 1991 PD15                | 6 agosto 1991     | H. E. Holt                 |
| 79138 Mansfeld    | 1991 RS4                 | 13 settembre 1991 | F. Börngen, L. D. Schmadel |
| 79139 -           | 1991 SP                  | 30 settembre 1991 | R. H. McNaught             |
| 79140 -           | 1991 SX2                 | 29 settembre 1991 | Spacewatch                 |
| 79141 -           | 1991 TB                  | 1 ottobre 1991    | R. H. McNaught             |
| 79142 -           | 1991 VR2                 | 1 novembre 1991   | E. F. Helin                |
| 79143 -           | 1992 BQ2                 | 30 gennaio 1992   | E. W. Elst                 |
| 79144 Cervantes   | 1992 CM3                 | 2 febbraio 1992   | E. W. Elst                 |
| 79145 -           | 1992 EL13                | 2 marzo 1992      | UESAC                      |
| 79146 -           | 1992 JP3                 | 2 maggio 1992     | H. Debehogne               |
| 79147 -           | 1992 RG3                 | 2 settembre 1992  | E. W. Elst                 |
| 79148 -           | 1992 SN3                 | 24 settembre 1992 | Spacewatch                 |
| 79149 Kajigamori  | 1992 UR4                 | 27 ottobre 1992   | T. Seki                    |
| 79150 -           | 1992 UR7                 | 23 ottobre 1992   | Spacewatch                 |
| 79151 -           | 1992 YS3                 | 24 dicembre 1992  | Spacewatch                 |
| 79152 Abukumagawa | 1993 FX3                 | 17 marzo 1993     | T. Seki                    |
| 79153 -           | 1993 FV4                 | 17 marzo 1993     | UESAC                      |
| 79154 -           | 1993 FF5                 | 17 marzo 1993     | UESAC                      |
| 79155 -           | 1993 FN8                 | 17 marzo 1993     | UESAC                      |
| 79156 -           | 1993 FA12                | 17 marzo 1993     | UESAC                      |
| 79157 -           | 1993 FE16                | 17 marzo 1993     | UESAC                      |
| 79158 -           | 1993 FB17                | 19 marzo 1993     | UESAC                      |
| 79159 -           | 1993 FP17                | 17 marzo 1993     | UESAC                      |
| 79160 -           | 1993 FO19                | 17 marzo 1993     | UESAC                      |
| 79161 -           | 1993 FW19                | 17 marzo 1993     | UESAC                      |
| 79162 -           | 1993 FU20                | 19 marzo 1993     | UESAC                      |
| 79163 -           | 1993 FK24                | 21 marzo 1993     | UESAC                      |
| 79164 -           | 1993 FE27                | 21 marzo 1993     | UESAC                      |
| 79165 -           | 1993 FR27                | 21 marzo 1993     | UESAC                      |
| 79166 -           | 1993 FU29                | 21 marzo 1993     | UESAC                      |
| 79167 -           | 1993 FM32                | 21 marzo 1993     | UESAC                      |
| 79168 -           | 1993 FP33                | 19 marzo 1993     | UESAC                      |
| 79169 -           | 1993 FY33                | 19 marzo 1993     | UESAC                      |
| 79170 -           | 1993 FT34                | 19 marzo 1993     | UESAC                      |
| 79171 -           | 1993 FM37                | 19 marzo 1993     | UESAC                      |
| 79172 -           | 1993 FX38                | 19 marzo 1993     | UESAC                      |
| 79173 -           | 1993 FE41                | 19 marzo 1993     | UESAC                      |
| 79174 -           | 1993 FC46                | 19 marzo 1993     | UESAC                      |
| 79175 -           | 1993 FU47                | 19 marzo 1993     | UESAC                      |
| 79176 -           | 1993 FA50                | 19 marzo 1993     | UESAC                      |
| 79177 -           | 1993 FG50                | 19 marzo 1993     | UESAC                      |
| 79178 -           | 1993 FN54                | 17 marzo 1993     | UESAC                      |
| 79179 -           | 1993 FX56                | 17 marzo 1993     | UESAC                      |
| 79180 -           | 1993 FR62                | 19 marzo 1993     | UESAC                      |
| 79181 -           | 1993 FT75                | 21 marzo 1993     | UESAC                      |
| 79182 -           | 1993 FS82                | 19 marzo 1993     | UESAC                      |
| 79183 -           | 1993 KY                  | 21 maggio 1993    | Spacewatch                 |
| 79184 -           | 1993 KO3                 | 21 maggio 1993    | Spacewatch                 |
| 79185 -           | 1993 OZ3                 | 20 luglio 1993    | E. W. Elst                 |
| 79186 -           | 1993 QN                  | 20 agosto 1993    | E. F. Helin, J. Alu        |
| 79187 -           | 1993 QL8                 | 20 agosto 1993    | E. W. Elst                 |
| 79188 -           | 1993 QF9                 | 20 agosto 1993    | E. W. Elst                 |
| 79189 -           | 1993 RB8                 | 15 settembre 1993 | E. W. Elst                 |
| 79190 -           | 1993 TT9                 | 12 ottobre 1993   | Spacewatch                 |
| 79191 -           | 1993 TU14                | 9 ottobre 1993    | E. W. Elst                 |
| 79192 -           | 1993 TG16                | 9 ottobre 1993    | E. W. Elst                 |
| 79193 -           | 1993 TW17                | 9 ottobre 1993    | E. W. Elst                 |
| 79194 -           | 1993 TZ18                | 9 ottobre 1993    | E. W. Elst                 |
| 79195 -           | 1993 TZ24                | 9 ottobre 1993    | E. W. Elst                 |
| 79196 -           | 1993 TD33                | 9 ottobre 1993    | E. W. Elst                 |
| 79197 -           | 1993 TE33                | 9 ottobre 1993    | E. W. Elst                 |
| 79198 -           | 1993 TL33                | 9 ottobre 1993    | E. W. Elst                 |
| 79199 -           | 1993 TN37                | 9 ottobre 1993    | E. W. Elst                 |
| 79200 -           | 1993 UH4                 | 20 ottobre 1993   | E. W. Elst                 |

## 79201-79300
| Nome                | Designazione provvisoria | Data di scoperta  | Scopritore                       |
| ------------------- | ------------------------ | ----------------- | -------------------------------- |
| 79201 -             | 1993 UY4                 | 20 ottobre 1993   | E. W. Elst                       |
| 79202 -             | 1993 UV5                 | 20 ottobre 1993   | E. W. Elst                       |
| 79203 -             | 1993 UC6                 | 20 ottobre 1993   | E. W. Elst                       |
| 79204 -             | 1993 UH7                 | 20 ottobre 1993   | E. W. Elst                       |
| 79205 -             | 1993 UN8                 | 20 ottobre 1993   | E. W. Elst                       |
| 79206 -             | 1993 VX1                 | 11 novembre 1993  | S. Ueda, H. Kaneda               |
| 79207 -             | 1994 AW9                 | 8 gennaio 1994    | Spacewatch                       |
| 79208 -             | 1994 AF12                | 11 gennaio 1994   | Spacewatch                       |
| 79209 -             | 1994 AT12                | 11 gennaio 1994   | Spacewatch                       |
| 79210 -             | 1994 CX17                | 8 febbraio 1994   | E. W. Elst                       |
| 79211 -             | 1994 CB18                | 8 febbraio 1994   | E. W. Elst                       |
| 79212 Martadigrazia | 1994 ET                  | 6 marzo 1994      | L. Tesi, G. Cattani              |
| 79213 -             | 1994 EX                  | 8 marzo 1994      | A. Vagnozzi                      |
| 79214 -             | 1994 GS6                 | 11 aprile 1994    | Spacewatch                       |
| 79215 -             | 1994 HU                  | 16 aprile 1994    | Spacewatch                       |
| 79216 -             | 1994 JH3                 | 3 maggio 1994     | Spacewatch                       |
| 79217 -             | 1994 JR4                 | 3 maggio 1994     | Spacewatch                       |
| 79218 -             | 1994 JU7                 | 8 maggio 1994     | Spacewatch                       |
| 79219 -             | 1994 LN                  | 5 giugno 1994     | Spacewatch                       |
| 79220 -             | 1994 PO1                 | 12 agosto 1994    | R. H. McNaught                   |
| 79221 -             | 1994 PN7                 | 10 agosto 1994    | E. W. Elst                       |
| 79222 -             | 1994 PQ8                 | 10 agosto 1994    | E. W. Elst                       |
| 79223 -             | 1994 PM12                | 10 agosto 1994    | E. W. Elst                       |
| 79224 -             | 1994 PS12                | 10 agosto 1994    | E. W. Elst                       |
| 79225 -             | 1994 PF16                | 10 agosto 1994    | E. W. Elst                       |
| 79226 -             | 1994 PM16                | 10 agosto 1994    | E. W. Elst                       |
| 79227 -             | 1994 PK17                | 10 agosto 1994    | E. W. Elst                       |
| 79228 -             | 1994 PP17                | 10 agosto 1994    | E. W. Elst                       |
| 79229 -             | 1994 PE20                | 12 agosto 1994    | E. W. Elst                       |
| 79230 -             | 1994 PP21                | 12 agosto 1994    | E. W. Elst                       |
| 79231 -             | 1994 PO22                | 12 agosto 1994    | E. W. Elst                       |
| 79232 -             | 1994 PH25                | 12 agosto 1994    | E. W. Elst                       |
| 79233 -             | 1994 PK25                | 12 agosto 1994    | E. W. Elst                       |
| 79234 -             | 1994 PC26                | 12 agosto 1994    | E. W. Elst                       |
| 79235 -             | 1994 PQ28                | 12 agosto 1994    | E. W. Elst                       |
| 79236 -             | 1994 PB31                | 12 agosto 1994    | E. W. Elst                       |
| 79237 -             | 1994 PC31                | 12 agosto 1994    | E. W. Elst                       |
| 79238 -             | 1994 PM36                | 10 agosto 1994    | E. W. Elst                       |
| 79239 -             | 1994 PY37                | 10 agosto 1994    | E. W. Elst                       |
| 79240 Rosanna       | 1994 QD                  | 26 agosto 1994    | Farra d'Isonzo                   |
| 79241 Fulviobressan | 1994 QE                  | 26 agosto 1994    | Farra d'Isonzo                   |
| 79242 -             | 1994 RE                  | 3 settembre 1994  | Stroncone                        |
| 79243 -             | 1994 RA1                 | 9 settembre 1994  | Kleť                             |
| 79244 -             | 1994 RT1                 | 1 settembre 1994  | E. F. Helin                      |
| 79245 -             | 1994 RL23                | 5 settembre 1994  | E. W. Elst                       |
| 79246 -             | 1994 SC6                 | 28 settembre 1994 | Spacewatch                       |
| 79247 -             | 1994 SL7                 | 28 settembre 1994 | Spacewatch                       |
| 79248 -             | 1994 TJ                  | 6 ottobre 1994    | Farra d'Isonzo                   |
| 79249 -             | 1994 TL                  | 2 ottobre 1994    | K. Endate, K. Watanabe           |
| 79250 -             | 1994 TD5                 | 2 ottobre 1994    | Spacewatch                       |
| 79251 -             | 1994 TW8                 | 8 ottobre 1994    | Spacewatch                       |
| 79252 -             | 1994 TR11                | 10 ottobre 1994   | Spacewatch                       |
| 79253 -             | 1994 UQ7                 | 28 ottobre 1994   | Spacewatch                       |
| 79254 Tsuda         | 1994 YJ                  | 23 dicembre 1994  | A. Nakamura                      |
| 79255 -             | 1994 YY3                 | 31 dicembre 1994  | Spacewatch                       |
| 79256 -             | 1995 BO10                | 29 gennaio 1995   | Spacewatch                       |
| 79257 -             | 1995 CS6                 | 1 febbraio 1995   | Spacewatch                       |
| 79258 -             | 1995 DP1                 | 22 febbraio 1995  | T. Kobayashi                     |
| 79259 -             | 1995 DR9                 | 25 febbraio 1995  | Spacewatch                       |
| 79260 -             | 1995 EN3                 | 2 marzo 1995      | Spacewatch                       |
| 79261 -             | 1995 FE15                | 27 marzo 1995     | Spacewatch                       |
| 79262 -             | 1995 FU19                | 31 marzo 1995     | Spacewatch                       |
| 79263 -             | 1995 HK5                 | 29 aprile 1995    | Spacewatch                       |
| 79264 -             | 1995 MC4                 | 29 giugno 1995    | Spacewatch                       |
| 79265 -             | 1995 OV2                 | 22 luglio 1995    | Spacewatch                       |
| 79266 -             | 1995 OV3                 | 22 luglio 1995    | Spacewatch                       |
| 79267 -             | 1995 OE6                 | 22 luglio 1995    | Spacewatch                       |
| 79268 -             | 1995 OW13                | 23 luglio 1995    | Spacewatch                       |
| 79269 -             | 1995 QG1                 | 19 agosto 1995    | BAO Schmidt CCD Asteroid Program |
| 79270 -             | 1995 QK8                 | 27 agosto 1995    | Spacewatch                       |
| 79271 Bellagio      | 1995 SJ5                 | 28 settembre 1995 | V. Giuliani, G. Ventre           |
| 79272 -             | 1995 SN6                 | 17 settembre 1995 | Spacewatch                       |
| 79273 -             | 1995 SQ11                | 18 settembre 1995 | Spacewatch                       |
| 79274 -             | 1995 SG16                | 18 settembre 1995 | Spacewatch                       |
| 79275 -             | 1995 SB21                | 19 settembre 1995 | Spacewatch                       |
| 79276 -             | 1995 SM22                | 19 settembre 1995 | Spacewatch                       |
| 79277 -             | 1995 SB25                | 19 settembre 1995 | Spacewatch                       |
| 79278 -             | 1995 SA28                | 20 settembre 1995 | Spacewatch                       |
| 79279 -             | 1995 SQ28                | 20 settembre 1995 | Spacewatch                       |
| 79280 -             | 1995 SE32                | 21 settembre 1995 | Spacewatch                       |
| 79281 -             | 1995 SN32                | 21 settembre 1995 | Spacewatch                       |
| 79282 -             | 1995 SU32                | 21 settembre 1995 | Spacewatch                       |
| 79283 -             | 1995 SN42                | 25 settembre 1995 | Spacewatch                       |
| 79284 -             | 1995 SJ43                | 25 settembre 1995 | Spacewatch                       |
| 79285 -             | 1995 SP53                | 28 settembre 1995 | BAO Schmidt CCD Asteroid Program |
| 79286 Hexiantu      | 1995 SQ53                | 28 settembre 1995 | BAO Schmidt CCD Asteroid Program |
| 79287 -             | 1995 SQ58                | 23 settembre 1995 | Spacewatch                       |
| 79288 -             | 1995 SY71                | 19 settembre 1995 | Spacewatch                       |
| 79289 -             | 1995 TY6                 | 15 ottobre 1995   | Spacewatch                       |
| 79290 -             | 1995 TE11                | 15 ottobre 1995   | Spacewatch                       |
| 79291 -             | 1995 UG6                 | 27 ottobre 1995   | T. Kobayashi                     |
| 79292 -             | 1995 UH11                | 17 ottobre 1995   | Spacewatch                       |
| 79293 -             | 1995 UM25                | 20 ottobre 1995   | Spacewatch                       |
| 79294 -             | 1995 UR42                | 24 ottobre 1995   | Spacewatch                       |
| 79295 -             | 1995 UT42                | 24 ottobre 1995   | Spacewatch                       |
| 79296 -             | 1995 VE6                 | 14 novembre 1995  | Spacewatch                       |
| 79297 -             | 1995 VK8                 | 14 novembre 1995  | Spacewatch                       |
| 79298 -             | 1995 VO13                | 15 novembre 1995  | Spacewatch                       |
| 79299 -             | 1995 WS2                 | 16 novembre 1995  | S. Ueda, H. Kaneda               |
| 79300 -             | 1995 WP10                | 16 novembre 1995  | Spacewatch                       |

## 79301-79400
| Nome              | Designazione provvisoria | Data di scoperta  | Scopritore                                       |
| ----------------- | ------------------------ | ----------------- | ------------------------------------------------ |
| 79301 -           | 1995 WD22                | 17 novembre 1995  | Spacewatch                                       |
| 79302 -           | 1995 WG22                | 18 novembre 1995  | Spacewatch                                       |
| 79303 -           | 1995 WV33                | 20 novembre 1995  | Spacewatch                                       |
| 79304 -           | 1995 WM35                | 21 novembre 1995  | Spacewatch                                       |
| 79305 -           | 1995 XK                  | 12 dicembre 1995  | D. di Cicco                                      |
| 79306 -           | 1995 YZ7                 | 18 dicembre 1995  | Spacewatch                                       |
| 79307 -           | 1995 YH11                | 18 dicembre 1995  | Spacewatch                                       |
| 79308 -           | 1995 YB12                | 18 dicembre 1995  | Spacewatch                                       |
| 79309 -           | 1995 YH21                | 19 dicembre 1995  | NEAT                                             |
| 79310 -           | 1996 AK4                 | 12 gennaio 1996   | Spacewatch                                       |
| 79311 -           | 1996 AO12                | 15 gennaio 1996   | Spacewatch                                       |
| 79312 -           | 1996 BQ5                 | 18 gennaio 1996   | Spacewatch                                       |
| 79313 -           | 1996 CK                  | 1 febbraio 1996   | BAO Schmidt CCD Asteroid Program                 |
| 79314 -           | 1996 DP1                 | 23 febbraio 1996  | A. Vagnozzi                                      |
| 79315 -           | 1996 EK7                 | 11 marzo 1996     | Spacewatch                                       |
| 79316 Huangshan   | 1996 HS7                 | 18 aprile 1996    | BAO Schmidt CCD Asteroid Program                 |
| 79317 -           | 1996 HL21                | 18 aprile 1996    | E. W. Elst                                       |
| 79318 -           | 1996 HY22                | 20 aprile 1996    | E. W. Elst                                       |
| 79319 -           | 1996 HS24                | 20 aprile 1996    | E. W. Elst                                       |
| 79320 -           | 1996 HS25                | 20 aprile 1996    | E. W. Elst                                       |
| 79321 -           | 1996 JV4                 | 10 maggio 1996    | Spacewatch                                       |
| 79322 -           | 1996 JP12                | 10 maggio 1996    | Spacewatch                                       |
| 79323 -           | 1996 PM7                 | 8 agosto 1996     | E. W. Elst                                       |
| 79324 -           | 1996 PH8                 | 8 agosto 1996     | E. W. Elst                                       |
| 79325 -           | 1996 QJ                  | 17 agosto 1996    | NEAT                                             |
| 79326 -           | 1996 QQ3                 | 18 agosto 1996    | E. W. Elst                                       |
| 79327 -           | 1996 RT11                | 8 settembre 1996  | Spacewatch                                       |
| 79328 -           | 1996 RE19                | 15 settembre 1996 | Spacewatch                                       |
| 79329 -           | 1996 RC23                | 13 settembre 1996 | Spacewatch                                       |
| 79330 -           | 1996 RR24                | 8 settembre 1996  | Spacewatch                                       |
| 79331 -           | 1996 TY                  | 5 ottobre 1996    | D. di Cicco                                      |
| 79332 -           | 1996 TY2                 | 3 ottobre 1996    | BAO Schmidt CCD Asteroid Program                 |
| 79333 Yusaku      | 1996 TN6                 | 5 ottobre 1996    | A. Nakamura                                      |
| 79334 -           | 1996 TZ9                 | 15 ottobre 1996   | D. di Cicco                                      |
| 79335 -           | 1996 TJ19                | 4 ottobre 1996    | Spacewatch                                       |
| 79336 -           | 1996 TV20                | 5 ottobre 1996    | Spacewatch                                       |
| 79337 -           | 1996 TZ20                | 5 ottobre 1996    | Spacewatch                                       |
| 79338 -           | 1996 TG22                | 6 ottobre 1996    | Spacewatch                                       |
| 79339 -           | 1996 TG41                | 8 ottobre 1996    | E. W. Elst                                       |
| 79340 -           | 1996 TO41                | 8 ottobre 1996    | E. W. Elst                                       |
| 79341 -           | 1996 UT1                 | 30 ottobre 1996   | P. G. Comba                                      |
| 79342 -           | 1996 VB15                | 5 novembre 1996   | Spacewatch                                       |
| 79343 -           | 1996 VK17                | 6 novembre 1996   | Spacewatch                                       |
| 79344 -           | 1996 VA27                | 11 novembre 1996  | Spacewatch                                       |
| 79345 -           | 1996 VN32                | 5 novembre 1996   | Spacewatch                                       |
| 79346 -           | 1996 VY33                | 6 novembre 1996   | Spacewatch                                       |
| 79347 Medlov      | 1996 XJ2                 | 4 dicembre 1996   | Kleť                                             |
| 79348 -           | 1996 XK9                 | 1 dicembre 1996   | Spacewatch                                       |
| 79349 -           | 1996 XQ21                | 8 dicembre 1996   | Spacewatch                                       |
| 79350 -           | 1996 YW                  | 20 dicembre 1996  | T. Kobayashi                                     |
| 79351 -           | 1997 AX5                 | 1 gennaio 1997    | BAO Schmidt CCD Asteroid Program                 |
| 79352 -           | 1997 AO6                 | 3 gennaio 1997    | N. Kawasato                                      |
| 79353 Andrewalday | 1997 AF16                | 13 gennaio 1997   | NEAT                                             |
| 79354 Brundibár   | 1997 BB                  | 16 gennaio 1997   | Kleť                                             |
| 79355 -           | 1997 BN4                 | 31 gennaio 1997   | Spacewatch                                       |
| 79356 -           | 1997 BK5                 | 31 gennaio 1997   | Spacewatch                                       |
| 79357 -           | 1997 CP4                 | 4 febbraio 1997   | P. G. Comba                                      |
| 79358 -           | 1997 CM6                 | 3 febbraio 1997   | NEAT                                             |
| 79359 -           | 1997 CA14                | 3 febbraio 1997   | Spacewatch                                       |
| 79360 Sila-Nunam  | 1997 CS29                | 3 febbraio 1997   | J. X. Luu, D. C. Jewitt, C. A. Trujillo, J. Chen |
| 79361 -           | 1997 DA                  | 16 febbraio 1997  | P. Kolény, L. Kornoš                             |
| 79362 -           | 1997 EO2                 | 4 marzo 1997      | T. Kobayashi                                     |
| 79363 -           | 1997 EC4                 | 2 marzo 1997      | Spacewatch                                       |
| 79364 -           | 1997 EU4                 | 2 marzo 1997      | Spacewatch                                       |
| 79365 -           | 1997 EW6                 | 3 marzo 1997      | Spacewatch                                       |
| 79366 -           | 1997 EC10                | 3 marzo 1997      | Spacewatch                                       |
| 79367 -           | 1997 EJ13                | 3 marzo 1997      | Spacewatch                                       |
| 79368 -           | 1997 EJ16                | 5 marzo 1997      | Spacewatch                                       |
| 79369 -           | 1997 EN24                | 5 marzo 1997      | Spacewatch                                       |
| 79370 -           | 1997 EJ33                | 4 marzo 1997      | LINEAR                                           |
| 79371 -           | 1997 ES39                | 5 marzo 1997      | LINEAR                                           |
| 79372 -           | 1997 EU41                | 10 marzo 1997     | LINEAR                                           |
| 79373 -           | 1997 EE42                | 10 marzo 1997     | LINEAR                                           |
| 79374 -           | 1997 EB59                | 11 marzo 1997     | E. W. Elst                                       |
| 79375 Valetti     | 1997 FA                  | 16 marzo 1997     | V. Goretti                                       |
| 79376 -           | 1997 FF                  | 18 marzo 1997     | BAO Schmidt CCD Asteroid Program                 |
| 79377 -           | 1997 FV                  | 18 marzo 1997     | BAO Schmidt CCD Asteroid Program                 |
| 79378 -           | 1997 FF1                 | 29 marzo 1997     | BAO Schmidt CCD Asteroid Program                 |
| 79379 -           | 1997 FR3                 | 31 marzo 1997     | LINEAR                                           |
| 79380 -           | 1997 GN                  | 4 aprile 1997     | NEAT                                             |
| 79381 -           | 1997 GV2                 | 7 aprile 1997     | Spacewatch                                       |
| 79382 Aliprandi   | 1997 GC4                 | 8 aprile 1997     | M. Cavagna, P. Chiavenna                         |
| 79383 -           | 1997 GU5                 | 2 aprile 1997     | LINEAR                                           |
| 79384 -           | 1997 GJ6                 | 2 aprile 1997     | LINEAR                                           |
| 79385 -           | 1997 GA7                 | 2 aprile 1997     | LINEAR                                           |
| 79386 -           | 1997 GP10                | 3 aprile 1997     | LINEAR                                           |
| 79387 -           | 1997 GV11                | 3 aprile 1997     | LINEAR                                           |
| 79388 -           | 1997 GC13                | 3 aprile 1997     | LINEAR                                           |
| 79389 -           | 1997 GW13                | 3 aprile 1997     | LINEAR                                           |
| 79390 -           | 1997 GK14                | 3 aprile 1997     | LINEAR                                           |
| 79391 -           | 1997 GZ14                | 3 aprile 1997     | LINEAR                                           |
| 79392 -           | 1997 GC15                | 3 aprile 1997     | LINEAR                                           |
| 79393 -           | 1997 GH18                | 3 aprile 1997     | LINEAR                                           |
| 79394 -           | 1997 GM18                | 3 aprile 1997     | LINEAR                                           |
| 79395 -           | 1997 GP21                | 6 aprile 1997     | LINEAR                                           |
| 79396 -           | 1997 GE23                | 6 aprile 1997     | LINEAR                                           |
| 79397 -           | 1997 GG24                | 6 aprile 1997     | LINEAR                                           |
| 79398 -           | 1997 GG27                | 9 aprile 1997     | Spacewatch                                       |
| 79399 -           | 1997 GC30                | 13 aprile 1997    | BAO Schmidt CCD Asteroid Program                 |
| 79400 -           | 1997 HQ2                 | 30 aprile 1997    | Spacewatch                                       |

## 79401-79500
| Nome              | Designazione provvisoria | Data di scoperta  | Scopritore                       |
| ----------------- | ------------------------ | ----------------- | -------------------------------- |
| 79401 -           | 1997 HT2                 | 25 aprile 1997    | À. López, R. Pacheco             |
| 79402 -           | 1997 HV2                 | 28 aprile 1997    | Spacewatch                       |
| 79403 -           | 1997 HX9                 | 30 aprile 1997    | LINEAR                           |
| 79404 -           | 1997 HN10                | 30 aprile 1997    | LINEAR                           |
| 79405 -           | 1997 HD11                | 30 aprile 1997    | LINEAR                           |
| 79406 -           | 1997 HS14                | 28 aprile 1997    | Spacewatch                       |
| 79407 -           | 1997 JE4                 | 1 maggio 1997     | LINEAR                           |
| 79408 -           | 1997 JE8                 | 8 maggio 1997     | P. G. Comba                      |
| 79409 -           | 1997 JX11                | 3 maggio 1997     | E. W. Elst                       |
| 79410 Wallerius   | 1997 JW12                | 3 maggio 1997     | E. W. Elst                       |
| 79411 -           | 1997 JY12                | 3 maggio 1997     | E. W. Elst                       |
| 79412 -           | 1997 JO14                | 3 maggio 1997     | E. W. Elst                       |
| 79413 -           | 1997 JQ14                | 3 maggio 1997     | E. W. Elst                       |
| 79414 -           | 1997 JU15                | 3 maggio 1997     | E. W. Elst                       |
| 79415 -           | 1997 JY15                | 3 maggio 1997     | E. W. Elst                       |
| 79416 -           | 1997 JE18                | 3 maggio 1997     | E. W. Elst                       |
| 79417 -           | 1997 KQ1                 | 27 maggio 1997    | ODAS                             |
| 79418 Zhangjiajie | 1997 LO                  | 3 giugno 1997     | BAO Schmidt CCD Asteroid Program |
| 79419 Gaolu       | 1997 MZ                  | 26 giugno 1997    | BAO Schmidt CCD Asteroid Program |
| 79420 -           | 1997 MM4                 | 28 giugno 1997    | LINEAR                           |
| 79421 -           | 1997 MF5                 | 29 giugno 1997    | LINEAR                           |
| 79422 -           | 1997 MF6                 | 26 giugno 1997    | Spacewatch                       |
| 79423 -           | 1997 MY8                 | 30 giugno 1997    | Spacewatch                       |
| 79424 -           | 1997 NZ3                 | 6 luglio 1997     | Spacewatch                       |
| 79425 -           | 1997 OA1                 | 25 luglio 1997    | R. Pacheco, À. López             |
| 79426 -           | 1997 QZ                  | 24 agosto 1997    | P. Antonini                      |
| 79427 -           | 1997 SC3                 | 24 settembre 1997 | Farra d'Isonzo                   |
| 79428 -           | 1997 SL10                | 26 settembre 1997 | BAO Schmidt CCD Asteroid Program |
| 79429 -           | 1997 SO10                | 26 settembre 1997 | BAO Schmidt CCD Asteroid Program |
| 79430 -           | 1997 SO11                | 27 settembre 1997 | Spacewatch                       |
| 79431 -           | 1997 SW12                | 28 settembre 1997 | Spacewatch                       |
| 79432 -           | 1997 SW20                | 28 settembre 1997 | Spacewatch                       |
| 79433 -           | 1997 SM23                | 29 settembre 1997 | Spacewatch                       |
| 79434 -           | 1997 SR25                | 27 settembre 1997 | Spacewatch                       |
| 79435 -           | 1997 TU2                 | 3 ottobre 1997    | ODAS                             |
| 79436 -           | 1997 TD6                 | 2 ottobre 1997    | ODAS                             |
| 79437 -           | 1997 TZ10                | 3 ottobre 1997    | Spacewatch                       |
| 79438 -           | 1997 TD16                | 7 ottobre 1997    | Spacewatch                       |
| 79439 -           | 1997 TL16                | 8 ottobre 1997    | Spacewatch                       |
| 79440 -           | 1997 TM24                | 8 ottobre 1997    | BAO Schmidt CCD Asteroid Program |
| 79441 -           | 1997 TB27                | 9 ottobre 1997    | BAO Schmidt CCD Asteroid Program |
| 79442 -           | 1997 UX                  | 22 ottobre 1997   | L. Šarounová                     |
| 79443 -           | 1997 UL1                 | 23 ottobre 1997   | P. G. Comba                      |
| 79444 -           | 1997 UM26                | 26 ottobre 1997   | Uppsala-DLR Trojan Survey        |
| 79445 -           | 1997 VT6                 | 9 novembre 1997   | R. A. Tucker                     |
| 79446 -           | 1997 VC7                 | 1 novembre 1997   | BAO Schmidt CCD Asteroid Program |
| 79447 -           | 1997 WQ1                 | 21 novembre 1997  | BAO Schmidt CCD Asteroid Program |
| 79448 -           | 1997 WS3                 | 23 novembre 1997  | T. Kobayashi                     |
| 79449 -           | 1997 WD4                 | 20 novembre 1997  | Spacewatch                       |
| 79450 -           | 1997 WP6                 | 23 novembre 1997  | Spacewatch                       |
| 79451 -           | 1997 WX9                 | 21 novembre 1997  | Spacewatch                       |
| 79452 -           | 1997 WA13                | 23 novembre 1997  | Spacewatch                       |
| 79453 -           | 1997 WU14                | 23 novembre 1997  | Spacewatch                       |
| 79454 -           | 1997 WA21                | 24 novembre 1997  | Spacewatch                       |
| 79455 -           | 1997 WH46                | 26 novembre 1997  | LINEAR                           |
| 79456 -           | 1997 WP56                | 22 novembre 1997  | Spacewatch                       |
| 79457 -           | 1997 XD6                 | 5 dicembre 1997   | ODAS                             |
| 79458 -           | 1997 YM                  | 20 dicembre 1997  | T. Kobayashi                     |
| 79459 -           | 1997 YS                  | 20 dicembre 1997  | T. Kobayashi                     |
| 79460 -           | 1997 YG2                 | 21 dicembre 1997  | T. Kobayashi                     |
| 79461 -           | 1997 YX7                 | 21 dicembre 1997  | Spacewatch                       |
| 79462 -           | 1997 YB13                | 27 dicembre 1997  | Spacewatch                       |
| 79463 -           | 1997 YE13                | 28 dicembre 1997  | Spacewatch                       |
| 79464 -           | 1997 YW16                | 29 dicembre 1997  | BAO Schmidt CCD Asteroid Program |
| 79465 -           | 1997 YH17                | 27 dicembre 1997  | Spacewatch                       |
| 79466 -           | 1997 YK17                | 28 dicembre 1997  | Spacewatch                       |
| 79467 -           | 1997 YB18                | 31 dicembre 1997  | Spacewatch                       |
| 79468 -           | 1997 YZ20                | 29 dicembre 1997  | Spacewatch                       |
| 79469 -           | 1998 AH2                 | 1 gennaio 1998    | Spacewatch                       |
| 79470 -           | 1998 AE4                 | 2 gennaio 1998    | Spacewatch                       |
| 79471 -           | 1998 AH4                 | 2 gennaio 1998    | Spacewatch                       |
| 79472 Chiorny     | 1998 AX4                 | 6 gennaio 1998    | A. Testa, P. Chiavenna           |
| 79473 -           | 1998 BX8                 | 18 gennaio 1998   | BAO Schmidt CCD Asteroid Program |
| 79474 -           | 1998 BT9                 | 22 gennaio 1998   | Spacewatch                       |
| 79475 -           | 1998 BD17                | 22 gennaio 1998   | Spacewatch                       |
| 79476 -           | 1998 BP29                | 25 gennaio 1998   | Spacewatch                       |
| 79477 -           | 1998 CN                  | 3 febbraio 1998   | M. Tichý, Z. Moravec             |
| 79478 -           | 1998 CB1                 | 6 febbraio 1998   | Kleť                             |
| 79479 -           | 1998 CJ2                 | 1 febbraio 1998   | BAO Schmidt CCD Asteroid Program |
| 79480 -           | 1998 DZ9                 | 22 febbraio 1998  | NEAT                             |
| 79481 -           | 1998 EO12                | 1 marzo 1998      | E. W. Elst                       |
| 79482 -           | 1998 EX12                | 1 marzo 1998      | E. W. Elst                       |
| 79483 -           | 1998 ET19                | 3 marzo 1998      | E. W. Elst                       |
| 79484 -           | 1998 FH3                 | 18 marzo 1998     | Teide                            |
| 79485 -           | 1998 FH10                | 24 marzo 1998     | ODAS                             |
| 79486 -           | 1998 FQ10                | 24 marzo 1998     | ODAS                             |
| 79487 -           | 1998 FL26                | 20 marzo 1998     | LINEAR                           |
| 79488 -           | 1998 FF31                | 20 marzo 1998     | LINEAR                           |
| 79489 -           | 1998 FP34                | 20 marzo 1998     | LINEAR                           |
| 79490 -           | 1998 FC42                | 20 marzo 1998     | LINEAR                           |
| 79491 -           | 1998 FS42                | 20 marzo 1998     | LINEAR                           |
| 79492 -           | 1998 FB58                | 20 marzo 1998     | LINEAR                           |
| 79493 -           | 1998 FD63                | 20 marzo 1998     | LINEAR                           |
| 79494 -           | 1998 FC90                | 24 marzo 1998     | LINEAR                           |
| 79495 -           | 1998 FC91                | 24 marzo 1998     | LINEAR                           |
| 79496 -           | 1998 FK91                | 24 marzo 1998     | LINEAR                           |
| 79497 -           | 1998 FY123               | 24 marzo 1998     | LINEAR                           |
| 79498 -           | 1998 FP126               | 31 marzo 1998     | Kleť                             |
| 79499 -           | 1998 FB127               | 26 marzo 1998     | BAO Schmidt CCD Asteroid Program |
| 79500 -           | 1998 FK133               | 20 marzo 1998     | LINEAR                           |

## 79501-79600
| Nome    | Designazione provvisoria | Data di scoperta  | Scopritore                       |
| ------- | ------------------------ | ----------------- | -------------------------------- |
| 79501 - | 1998 FN135               | 28 marzo 1998     | LINEAR                           |
| 79502 - | 1998 FB143               | 29 marzo 1998     | LINEAR                           |
| 79503 - | 1998 GA5                 | 2 aprile 1998     | LINEAR                           |
| 79504 - | 1998 GZ5                 | 2 aprile 1998     | LINEAR                           |
| 79505 - | 1998 GC6                 | 2 aprile 1998     | LINEAR                           |
| 79506 - | 1998 HG7                 | 23 aprile 1998    | LINEAR                           |
| 79507 - | 1998 HD42                | 24 aprile 1998    | Spacewatch                       |
| 79508 - | 1998 HB52                | 30 aprile 1998    | LONEOS                           |
| 79509 - | 1998 HT136               | 20 aprile 1998    | LINEAR                           |
| 79510 - | 1998 HO153               | 24 aprile 1998    | NEAT                             |
| 79511 - | 1998 JR4                 | 1 maggio 1998     | LINEAR                           |
| 79512 - | 1998 KE3                 | 23 maggio 1998    | LINEAR                           |
| 79513 - | 1998 KM19                | 22 maggio 1998    | LINEAR                           |
| 79514 - | 1998 KM26                | 26 maggio 1998    | Spacewatch                       |
| 79515 - | 1998 KU29                | 22 maggio 1998    | LINEAR                           |
| 79516 - | 1998 KP58                | 23 maggio 1998    | LINEAR                           |
| 79517 - | 1998 MD                  | 16 giugno 1998    | F. B. Zoltowski                  |
| 79518 - | 1998 MF3                 | 16 giugno 1998    | F. B. Zoltowski                  |
| 79519 - | 1998 MQ3                 | 18 giugno 1998    | Spacewatch                       |
| 79520 - | 1998 MZ16                | 27 giugno 1998    | Spacewatch                       |
| 79521 - | 1998 ML29                | 24 giugno 1998    | LINEAR                           |
| 79522 - | 1998 MS33                | 24 giugno 1998    | LINEAR                           |
| 79523 - | 1998 OC1                 | 20 luglio 1998    | A. Boattini, L. Tesi             |
| 79524 - | 1998 OY9                 | 26 luglio 1998    | E. W. Elst                       |
| 79525 - | 1998 OZ9                 | 26 luglio 1998    | E. W. Elst                       |
| 79526 - | 1998 OL12                | 30 luglio 1998    | J. Broughton                     |
| 79527 - | 1998 OL14                | 26 luglio 1998    | E. W. Elst                       |
| 79528 - | 1998 QG                  | 17 agosto 1998    | P. G. Comba                      |
| 79529 - | 1998 QP1                 | 17 agosto 1998    | Višnjan Observatory              |
| 79530 - | 1998 QD4                 | 17 agosto 1998    | J. Broughton                     |
| 79531 - | 1998 QX6                 | 17 agosto 1998    | LINEAR                           |
| 79532 - | 1998 QX17                | 17 agosto 1998    | LINEAR                           |
| 79533 - | 1998 QN20                | 17 agosto 1998    | LINEAR                           |
| 79534 - | 1998 QQ21                | 17 agosto 1998    | LINEAR                           |
| 79535 - | 1998 QW23                | 17 agosto 1998    | LINEAR                           |
| 79536 - | 1998 QM29                | 23 agosto 1998    | BAO Schmidt CCD Asteroid Program |
| 79537 - | 1998 QX31                | 17 agosto 1998    | LINEAR                           |
| 79538 - | 1998 QN34                | 17 agosto 1998    | LINEAR                           |
| 79539 - | 1998 QS35                | 17 agosto 1998    | LINEAR                           |
| 79540 - | 1998 QW36                | 17 agosto 1998    | LINEAR                           |
| 79541 - | 1998 QQ37                | 17 agosto 1998    | LINEAR                           |
| 79542 - | 1998 QH38                | 17 agosto 1998    | LINEAR                           |
| 79543 - | 1998 QB39                | 17 agosto 1998    | LINEAR                           |
| 79544 - | 1998 QD41                | 17 agosto 1998    | LINEAR                           |
| 79545 - | 1998 QG41                | 17 agosto 1998    | LINEAR                           |
| 79546 - | 1998 QJ41                | 17 agosto 1998    | LINEAR                           |
| 79547 - | 1998 QS42                | 17 agosto 1998    | LINEAR                           |
| 79548 - | 1998 QD44                | 17 agosto 1998    | LINEAR                           |
| 79549 - | 1998 QH44                | 17 agosto 1998    | LINEAR                           |
| 79550 - | 1998 QO46                | 17 agosto 1998    | LINEAR                           |
| 79551 - | 1998 QB47                | 17 agosto 1998    | LINEAR                           |
| 79552 - | 1998 QE47                | 17 agosto 1998    | LINEAR                           |
| 79553 - | 1998 QN48                | 17 agosto 1998    | LINEAR                           |
| 79554 - | 1998 QT48                | 17 agosto 1998    | LINEAR                           |
| 79555 - | 1998 QU48                | 17 agosto 1998    | LINEAR                           |
| 79556 - | 1998 QX49                | 17 agosto 1998    | LINEAR                           |
| 79557 - | 1998 QA51                | 17 agosto 1998    | LINEAR                           |
| 79558 - | 1998 QE51                | 17 agosto 1998    | LINEAR                           |
| 79559 - | 1998 QQ51                | 17 agosto 1998    | LINEAR                           |
| 79560 - | 1998 QC56                | 28 agosto 1998    | LINEAR                           |
| 79561 - | 1998 QT58                | 30 agosto 1998    | Spacewatch                       |
| 79562 - | 1998 QU62                | 27 agosto 1998    | BAO Schmidt CCD Asteroid Program |
| 79563 - | 1998 QD70                | 24 agosto 1998    | LINEAR                           |
| 79564 - | 1998 QV72                | 24 agosto 1998    | LINEAR                           |
| 79565 - | 1998 QV75                | 24 agosto 1998    | LINEAR                           |
| 79566 - | 1998 QZ76                | 24 agosto 1998    | LINEAR                           |
| 79567 - | 1998 QO83                | 24 agosto 1998    | LINEAR                           |
| 79568 - | 1998 QS85                | 24 agosto 1998    | LINEAR                           |
| 79569 - | 1998 QQ88                | 24 agosto 1998    | LINEAR                           |
| 79570 - | 1998 QK90                | 24 agosto 1998    | LINEAR                           |
| 79571 - | 1998 QG92                | 28 agosto 1998    | LINEAR                           |
| 79572 - | 1998 QP92                | 28 agosto 1998    | LINEAR                           |
| 79573 - | 1998 QW92                | 28 agosto 1998    | LINEAR                           |
| 79574 - | 1998 QV93                | 17 agosto 1998    | LINEAR                           |
| 79575 - | 1998 QZ93                | 17 agosto 1998    | LINEAR                           |
| 79576 - | 1998 QG98                | 28 agosto 1998    | LINEAR                           |
| 79577 - | 1998 QX99                | 26 agosto 1998    | E. W. Elst                       |
| 79578 - | 1998 QD100               | 26 agosto 1998    | E. W. Elst                       |
| 79579 - | 1998 QY102               | 26 agosto 1998    | E. W. Elst                       |
| 79580 - | 1998 QW103               | 26 agosto 1998    | E. W. Elst                       |
| 79581 - | 1998 QC106               | 25 agosto 1998    | E. W. Elst                       |
| 79582 - | 1998 QF108               | 17 agosto 1998    | LINEAR                           |
| 79583 - | 1998 QW108               | 17 agosto 1998    | LINEAR                           |
| 79584 - | 1998 RW5                 | 13 settembre 1998 | LONEOS                           |
| 79585 - | 1998 RD16                | 14 settembre 1998 | BAO Schmidt CCD Asteroid Program |
| 79586 - | 1998 RB17                | 14 settembre 1998 | LINEAR                           |
| 79587 - | 1998 RE18                | 14 settembre 1998 | LINEAR                           |
| 79588 - | 1998 RJ18                | 14 settembre 1998 | LINEAR                           |
| 79589 - | 1998 RF19                | 14 settembre 1998 | LINEAR                           |
| 79590 - | 1998 RX19                | 14 settembre 1998 | LINEAR                           |
| 79591 - | 1998 RO20                | 15 settembre 1998 | Višnjan Observatory              |
| 79592 - | 1998 RZ25                | 14 settembre 1998 | LINEAR                           |
| 79593 - | 1998 RP30                | 14 settembre 1998 | LINEAR                           |
| 79594 - | 1998 RA31                | 14 settembre 1998 | LINEAR                           |
| 79595 - | 1998 RX31                | 14 settembre 1998 | LINEAR                           |
| 79596 - | 1998 RH33                | 14 settembre 1998 | LINEAR                           |
| 79597 - | 1998 RN34                | 14 settembre 1998 | LINEAR                           |
| 79598 - | 1998 RA37                | 14 settembre 1998 | LINEAR                           |
| 79599 - | 1998 RB37                | 14 settembre 1998 | LINEAR                           |
| 79600 - | 1998 RR40                | 14 settembre 1998 | LINEAR                           |

## 79601-79700
| Nome                | Designazione provvisoria | Data di scoperta  | Scopritore                       |
| ------------------- | ------------------------ | ----------------- | -------------------------------- |
| 79601 -             | 1998 RB43                | 14 settembre 1998 | LINEAR                           |
| 79602 -             | 1998 RW43                | 14 settembre 1998 | LINEAR                           |
| 79603 -             | 1998 RK44                | 14 settembre 1998 | LINEAR                           |
| 79604 -             | 1998 RD46                | 14 settembre 1998 | LINEAR                           |
| 79605 -             | 1998 RR46                | 14 settembre 1998 | LINEAR                           |
| 79606 -             | 1998 RU46                | 14 settembre 1998 | LINEAR                           |
| 79607 -             | 1998 RD48                | 14 settembre 1998 | LINEAR                           |
| 79608 -             | 1998 RC49                | 14 settembre 1998 | LINEAR                           |
| 79609 -             | 1998 RC50                | 14 settembre 1998 | LINEAR                           |
| 79610 -             | 1998 RF51                | 14 settembre 1998 | LINEAR                           |
| 79611 -             | 1998 RC52                | 14 settembre 1998 | LINEAR                           |
| 79612 -             | 1998 RH56                | 14 settembre 1998 | LINEAR                           |
| 79613 -             | 1998 RJ56                | 14 settembre 1998 | LINEAR                           |
| 79614 -             | 1998 RB57                | 14 settembre 1998 | LINEAR                           |
| 79615 -             | 1998 RT57                | 14 settembre 1998 | LINEAR                           |
| 79616 -             | 1998 RV57                | 14 settembre 1998 | LINEAR                           |
| 79617 -             | 1998 RW60                | 14 settembre 1998 | LINEAR                           |
| 79618 -             | 1998 RY61                | 14 settembre 1998 | LINEAR                           |
| 79619 -             | 1998 RA62                | 14 settembre 1998 | LINEAR                           |
| 79620 -             | 1998 RC62                | 14 settembre 1998 | LINEAR                           |
| 79621 -             | 1998 RF62                | 14 settembre 1998 | LINEAR                           |
| 79622 -             | 1998 RT62                | 14 settembre 1998 | LINEAR                           |
| 79623 -             | 1998 RV63                | 14 settembre 1998 | LINEAR                           |
| 79624 -             | 1998 RN64                | 14 settembre 1998 | LINEAR                           |
| 79625 -             | 1998 RW64                | 14 settembre 1998 | LINEAR                           |
| 79626 -             | 1998 RQ66                | 14 settembre 1998 | LINEAR                           |
| 79627 -             | 1998 RP67                | 14 settembre 1998 | LINEAR                           |
| 79628 -             | 1998 RJ69                | 14 settembre 1998 | LINEAR                           |
| 79629 -             | 1998 RC71                | 14 settembre 1998 | LINEAR                           |
| 79630 -             | 1998 RR71                | 14 settembre 1998 | LINEAR                           |
| 79631 -             | 1998 RZ72                | 14 settembre 1998 | LINEAR                           |
| 79632 -             | 1998 RC73                | 14 settembre 1998 | LINEAR                           |
| 79633 -             | 1998 RM73                | 14 settembre 1998 | LINEAR                           |
| 79634 -             | 1998 RY73                | 14 settembre 1998 | LINEAR                           |
| 79635 -             | 1998 RY75                | 14 settembre 1998 | LINEAR                           |
| 79636 -             | 1998 RE77                | 14 settembre 1998 | LINEAR                           |
| 79637 -             | 1998 RT77                | 14 settembre 1998 | LINEAR                           |
| 79638 -             | 1998 RL78                | 14 settembre 1998 | LINEAR                           |
| 79639 -             | 1998 RP78                | 14 settembre 1998 | LINEAR                           |
| 79640 -             | 1998 RG80                | 14 settembre 1998 | LINEAR                           |
| 79641 Daniloceirani | 1998 SY2                 | 19 settembre 1998 | G. Masi, F. Mallia               |
| 79642 -             | 1998 SU8                 | 20 settembre 1998 | Spacewatch                       |
| 79643 -             | 1998 SF10                | 16 settembre 1998 | ODAS                             |
| 79644 -             | 1998 SA11                | 17 settembre 1998 | ODAS                             |
| 79645 -             | 1998 SM11                | 19 settembre 1998 | ODAS                             |
| 79646 -             | 1998 SB13                | 22 settembre 1998 | P. Pravec                        |
| 79647 Ballack       | 1998 SG15                | 22 settembre 1998 | J. Kandler, G. Lehmann           |
| 79648 -             | 1998 SQ15                | 16 settembre 1998 | Spacewatch                       |
| 79649 -             | 1998 SS15                | 16 settembre 1998 | Spacewatch                       |
| 79650 -             | 1998 SB16                | 16 settembre 1998 | Spacewatch                       |
| 79651 -             | 1998 SD17                | 17 settembre 1998 | Spacewatch                       |
| 79652 -             | 1998 SA20                | 20 settembre 1998 | Spacewatch                       |
| 79653 -             | 1998 SW21                | 22 settembre 1998 | Višnjan Observatory              |
| 79654 -             | 1998 SS22                | 23 settembre 1998 | Višnjan Observatory              |
| 79655 -             | 1998 SU23                | 17 settembre 1998 | LONEOS                           |
| 79656 -             | 1998 SZ23                | 17 settembre 1998 | LONEOS                           |
| 79657 -             | 1998 SR24                | 17 settembre 1998 | LONEOS                           |
| 79658 -             | 1998 SO25                | 22 settembre 1998 | LONEOS                           |
| 79659 -             | 1998 SJ28                | 17 settembre 1998 | Spacewatch                       |
| 79660 -             | 1998 SX28                | 18 settembre 1998 | Spacewatch                       |
| 79661 -             | 1998 SN29                | 18 settembre 1998 | Spacewatch                       |
| 79662 -             | 1998 SS30                | 19 settembre 1998 | Spacewatch                       |
| 79663 -             | 1998 SU32                | 23 settembre 1998 | Spacewatch                       |
| 79664 -             | 1998 SN33                | 26 settembre 1998 | LINEAR                           |
| 79665 -             | 1998 SB34                | 26 settembre 1998 | LINEAR                           |
| 79666 -             | 1998 SH34                | 26 settembre 1998 | LINEAR                           |
| 79667 -             | 1998 SJ34                | 26 settembre 1998 | LINEAR                           |
| 79668 -             | 1998 SM37                | 21 settembre 1998 | Spacewatch                       |
| 79669 -             | 1998 SV38                | 23 settembre 1998 | Spacewatch                       |
| 79670 -             | 1998 SF43                | 23 settembre 1998 | BAO Schmidt CCD Asteroid Program |
| 79671 -             | 1998 SJ43                | 23 settembre 1998 | BAO Schmidt CCD Asteroid Program |
| 79672 -             | 1998 SM43                | 23 settembre 1998 | BAO Schmidt CCD Asteroid Program |
| 79673 -             | 1998 SG44                | 24 settembre 1998 | Spacewatch                       |
| 79674 -             | 1998 SP44                | 24 settembre 1998 | Spacewatch                       |
| 79675 -             | 1998 SS44                | 24 settembre 1998 | Spacewatch                       |
| 79676 -             | 1998 SG47                | 26 settembre 1998 | Spacewatch                       |
| 79677 -             | 1998 SK48                | 27 settembre 1998 | Spacewatch                       |
| 79678 -             | 1998 SQ48                | 27 settembre 1998 | Spacewatch                       |
| 79679 -             | 1998 SK49                | 20 settembre 1998 | W. Bickel                        |
| 79680 -             | 1998 SK50                | 25 settembre 1998 | Spacewatch                       |
| 79681 -             | 1998 SL53                | 16 settembre 1998 | LONEOS                           |
| 79682 -             | 1998 SD55                | 16 settembre 1998 | LONEOS                           |
| 79683 -             | 1998 SF55                | 16 settembre 1998 | LONEOS                           |
| 79684 -             | 1998 SJ55                | 16 settembre 1998 | LONEOS                           |
| 79685 -             | 1998 SN55                | 16 settembre 1998 | LONEOS                           |
| 79686 -             | 1998 SY58                | 17 settembre 1998 | LONEOS                           |
| 79687 -             | 1998 SC59                | 17 settembre 1998 | LONEOS                           |
| 79688 -             | 1998 SJ59                | 17 settembre 1998 | LONEOS                           |
| 79689 -             | 1998 SK59                | 17 settembre 1998 | LONEOS                           |
| 79690 -             | 1998 SH60                | 17 settembre 1998 | LONEOS                           |
| 79691 -             | 1998 SM60                | 17 settembre 1998 | LONEOS                           |
| 79692 -             | 1998 SP60                | 17 settembre 1998 | LONEOS                           |
| 79693 -             | 1998 SC61                | 17 settembre 1998 | LONEOS                           |
| 79694 Nanrendong    | 1998 SZ62                | 25 settembre 1998 | BAO Schmidt CCD Asteroid Program |
| 79695 -             | 1998 SA66                | 20 settembre 1998 | E. W. Elst                       |
| 79696 -             | 1998 SZ66                | 20 settembre 1998 | E. W. Elst                       |
| 79697 -             | 1998 SP68                | 19 settembre 1998 | LINEAR                           |
| 79698 -             | 1998 SE71                | 21 settembre 1998 | E. W. Elst                       |
| 79699 -             | 1998 SH73                | 21 settembre 1998 | E. W. Elst                       |
| 79700 -             | 1998 SX73                | 21 settembre 1998 | E. W. Elst                       |

## 79701-79800
| Nome    | Designazione provvisoria | Data di scoperta  | Scopritore                       |
| ------- | ------------------------ | ----------------- | -------------------------------- |
| 79701 - | 1998 SM75                | 21 settembre 1998 | E. W. Elst                       |
| 79702 - | 1998 SW76                | 26 settembre 1998 | LINEAR                           |
| 79703 - | 1998 SY76                | 26 settembre 1998 | LINEAR                           |
| 79704 - | 1998 SF90                | 26 settembre 1998 | LINEAR                           |
| 79705 - | 1998 SE93                | 26 settembre 1998 | LINEAR                           |
| 79706 - | 1998 SW97                | 26 settembre 1998 | LINEAR                           |
| 79707 - | 1998 SJ98                | 26 settembre 1998 | LINEAR                           |
| 79708 - | 1998 SP101               | 26 settembre 1998 | LINEAR                           |
| 79709 - | 1998 SD102               | 26 settembre 1998 | LINEAR                           |
| 79710 - | 1998 SK102               | 26 settembre 1998 | LINEAR                           |
| 79711 - | 1998 SV102               | 26 settembre 1998 | LINEAR                           |
| 79712 - | 1998 SL104               | 26 settembre 1998 | LINEAR                           |
| 79713 - | 1998 SV104               | 26 settembre 1998 | LINEAR                           |
| 79714 - | 1998 SY106               | 26 settembre 1998 | LINEAR                           |
| 79715 - | 1998 SA107               | 26 settembre 1998 | LINEAR                           |
| 79716 - | 1998 SR108               | 26 settembre 1998 | LINEAR                           |
| 79717 - | 1998 SE109               | 26 settembre 1998 | LINEAR                           |
| 79718 - | 1998 SA110               | 26 settembre 1998 | LINEAR                           |
| 79719 - | 1998 SN110               | 26 settembre 1998 | LINEAR                           |
| 79720 - | 1998 SW110               | 26 settembre 1998 | LINEAR                           |
| 79721 - | 1998 SE112               | 26 settembre 1998 | LINEAR                           |
| 79722 - | 1998 SK117               | 26 settembre 1998 | LINEAR                           |
| 79723 - | 1998 SF119               | 26 settembre 1998 | LINEAR                           |
| 79724 - | 1998 SC125               | 26 settembre 1998 | LINEAR                           |
| 79725 - | 1998 SN125               | 26 settembre 1998 | LINEAR                           |
| 79726 - | 1998 SG127               | 26 settembre 1998 | LINEAR                           |
| 79727 - | 1998 SJ127               | 26 settembre 1998 | LINEAR                           |
| 79728 - | 1998 SK128               | 26 settembre 1998 | LINEAR                           |
| 79729 - | 1998 SW128               | 26 settembre 1998 | LINEAR                           |
| 79730 - | 1998 SK130               | 26 settembre 1998 | LINEAR                           |
| 79731 - | 1998 SU132               | 26 settembre 1998 | LINEAR                           |
| 79732 - | 1998 SK134               | 26 settembre 1998 | LINEAR                           |
| 79733 - | 1998 SU134               | 26 settembre 1998 | LINEAR                           |
| 79734 - | 1998 SH136               | 26 settembre 1998 | LINEAR                           |
| 79735 - | 1998 SD137               | 26 settembre 1998 | LINEAR                           |
| 79736 - | 1998 SL137               | 26 settembre 1998 | LINEAR                           |
| 79737 - | 1998 SD138               | 26 settembre 1998 | LINEAR                           |
| 79738 - | 1998 ST138               | 26 settembre 1998 | LINEAR                           |
| 79739 - | 1998 SP139               | 26 settembre 1998 | LINEAR                           |
| 79740 - | 1998 SQ140               | 26 settembre 1998 | LINEAR                           |
| 79741 - | 1998 SG141               | 26 settembre 1998 | LINEAR                           |
| 79742 - | 1998 SN142               | 26 settembre 1998 | LINEAR                           |
| 79743 - | 1998 SS142               | 26 settembre 1998 | LINEAR                           |
| 79744 - | 1998 SB145               | 20 settembre 1998 | E. W. Elst                       |
| 79745 - | 1998 SY147               | 20 settembre 1998 | E. W. Elst                       |
| 79746 - | 1998 SN150               | 26 settembre 1998 | LINEAR                           |
| 79747 - | 1998 SR156               | 26 settembre 1998 | LINEAR                           |
| 79748 - | 1998 SG157               | 26 settembre 1998 | LINEAR                           |
| 79749 - | 1998 SG160               | 26 settembre 1998 | LINEAR                           |
| 79750 - | 1998 SU164               | 21 settembre 1998 | LONEOS                           |
| 79751 - | 1998 SM166               | 21 settembre 1998 | E. W. Elst                       |
| 79752 - | 1998 SL168               | 16 settembre 1998 | LONEOS                           |
| 79753 - | 1998 TK6                 | 13 ottobre 1998   | L. Šarounová                     |
| 79754 - | 1998 TG7                 | 14 ottobre 1998   | ODAS                             |
| 79755 - | 1998 TE8                 | 14 ottobre 1998   | Spacewatch                       |
| 79756 - | 1998 TA14                | 13 ottobre 1998   | Spacewatch                       |
| 79757 - | 1998 TR18                | 14 ottobre 1998   | BAO Schmidt CCD Asteroid Program |
| 79758 - | 1998 TB21                | 13 ottobre 1998   | Spacewatch                       |
| 79759 - | 1998 TF23                | 14 ottobre 1998   | Spacewatch                       |
| 79760 - | 1998 TG25                | 14 ottobre 1998   | Spacewatch                       |
| 79761 - | 1998 TH26                | 14 ottobre 1998   | Spacewatch                       |
| 79762 - | 1998 TA27                | 14 ottobre 1998   | Spacewatch                       |
| 79763 - | 1998 TO34                | 14 ottobre 1998   | LONEOS                           |
| 79764 - | 1998 TY36                | 14 ottobre 1998   | LONEOS                           |
| 79765 - | 1998 TO37                | 14 ottobre 1998   | LONEOS                           |
| 79766 - | 1998 UQ4                 | 20 ottobre 1998   | ODAS                             |
| 79767 - | 1998 UZ4                 | 22 ottobre 1998   | ODAS                             |
| 79768 - | 1998 UO7                 | 22 ottobre 1998   | K. Korlević                      |
| 79769 - | 1998 UH8                 | 22 ottobre 1998   | T. Kagawa                        |
| 79770 - | 1998 UN9                 | 16 ottobre 1998   | Spacewatch                       |
| 79771 - | 1998 UK11                | 17 ottobre 1998   | Spacewatch                       |
| 79772 - | 1998 UT12                | 18 ottobre 1998   | Spacewatch                       |
| 79773 - | 1998 UW12                | 18 ottobre 1998   | Spacewatch                       |
| 79774 - | 1998 UL15                | 22 ottobre 1998   | K. Korlević                      |
| 79775 - | 1998 UH19                | 28 ottobre 1998   | LINEAR                           |
| 79776 - | 1998 UO19                | 28 ottobre 1998   | LINEAR                           |
| 79777 - | 1998 UR19                | 28 ottobre 1998   | LINEAR                           |
| 79778 - | 1998 UC21                | 29 ottobre 1998   | K. Korlević                      |
| 79779 - | 1998 US22                | 28 ottobre 1998   | LINEAR                           |
| 79780 - | 1998 US37                | 28 ottobre 1998   | LINEAR                           |
| 79781 - | 1998 UF40                | 28 ottobre 1998   | LINEAR                           |
| 79782 - | 1998 UN40                | 28 ottobre 1998   | LINEAR                           |
| 79783 - | 1998 UT40                | 28 ottobre 1998   | LINEAR                           |
| 79784 - | 1998 UM42                | 28 ottobre 1998   | LINEAR                           |
| 79785 - | 1998 UL43                | 28 ottobre 1998   | LINEAR                           |
| 79786 - | 1998 UY44                | 20 ottobre 1998   | LONEOS                           |
| 79787 - | 1998 UT48                | 17 ottobre 1998   | LONEOS                           |
| 79788 - | 1998 UK49                | 19 ottobre 1998   | LONEOS                           |
| 79789 - | 1998 VL1                 | 10 novembre 1998  | LINEAR                           |
| 79790 - | 1998 VF5                 | 11 novembre 1998  | K. Korlević                      |
| 79791 - | 1998 VK5                 | 8 novembre 1998   | Y. Shimizu, T. Urata             |
| 79792 - | 1998 VQ5                 | 9 novembre 1998   | T. Kagawa                        |
| 79793 - | 1998 VR5                 | 9 novembre 1998   | T. Kagawa                        |
| 79794 - | 1998 VN6                 | 11 novembre 1998  | Y. Shimizu, T. Urata             |
| 79795 - | 1998 VW6                 | 12 novembre 1998  | T. Kobayashi                     |
| 79796 - | 1998 VX6                 | 11 novembre 1998  | LINEAR                           |
| 79797 - | 1998 VM9                 | 10 novembre 1998  | LINEAR                           |
| 79798 - | 1998 VJ10                | 10 novembre 1998  | LINEAR                           |
| 79799 - | 1998 VU10                | 10 novembre 1998  | LINEAR                           |
| 79800 - | 1998 VP11                | 10 novembre 1998  | LINEAR                           |

## 79801-79900
| Nome                 | Designazione provvisoria | Data di scoperta | Scopritore                       |
| -------------------- | ------------------------ | ---------------- | -------------------------------- |
| 79801 -              | 1998 VJ12                | 10 novembre 1998 | LINEAR                           |
| 79802 -              | 1998 VO12                | 10 novembre 1998 | LINEAR                           |
| 79803 -              | 1998 VG14                | 10 novembre 1998 | LINEAR                           |
| 79804 -              | 1998 VY17                | 10 novembre 1998 | LINEAR                           |
| 79805 -              | 1998 VQ20                | 10 novembre 1998 | LINEAR                           |
| 79806 -              | 1998 VQ21                | 10 novembre 1998 | LINEAR                           |
| 79807 -              | 1998 VX21                | 10 novembre 1998 | LINEAR                           |
| 79808 -              | 1998 VG23                | 10 novembre 1998 | LINEAR                           |
| 79809 -              | 1998 VA29                | 10 novembre 1998 | LINEAR                           |
| 79810 Giancarlociani | 1998 VL33                | 15 novembre 1998 | M. Tombelli, A. Boattini         |
| 79811 Fengzikai      | 1998 VV35                | 9 novembre 1998  | BAO Schmidt CCD Asteroid Program |
| 79812 -              | 1998 VG37                | 10 novembre 1998 | LINEAR                           |
| 79813 -              | 1998 VJ37                | 10 novembre 1998 | LINEAR                           |
| 79814 -              | 1998 VU37                | 10 novembre 1998 | LINEAR                           |
| 79815 -              | 1998 VG38                | 10 novembre 1998 | LINEAR                           |
| 79816 -              | 1998 VY41                | 14 novembre 1998 | Spacewatch                       |
| 79817 -              | 1998 VA44                | 15 novembre 1998 | Spacewatch                       |
| 79818 -              | 1998 VR45                | 11 novembre 1998 | LONEOS                           |
| 79819 -              | 1998 VE46                | 15 novembre 1998 | LONEOS                           |
| 79820 -              | 1998 VH49                | 11 novembre 1998 | LINEAR                           |
| 79821 -              | 1998 VK49                | 11 novembre 1998 | LINEAR                           |
| 79822 -              | 1998 VC52                | 13 novembre 1998 | LINEAR                           |
| 79823 -              | 1998 VK54                | 14 novembre 1998 | LINEAR                           |
| 79824 -              | 1998 VT55                | 11 novembre 1998 | LINEAR                           |
| 79825 -              | 1998 WT1                 | 18 novembre 1998 | T. Kobayashi                     |
| 79826 Finardi        | 1998 WP2                 | 17 novembre 1998 | V. Goretti                       |
| 79827 -              | 1998 WU3                 | 18 novembre 1998 | S. Ueda, H. Kaneda               |
| 79828 -              | 1998 WC5                 | 21 novembre 1998 | CSS                              |
| 79829 -              | 1998 WT5                 | 17 novembre 1998 | L. Lai                           |
| 79830 -              | 1998 WY10                | 21 novembre 1998 | LINEAR                           |
| 79831 -              | 1998 WZ10                | 21 novembre 1998 | LINEAR                           |
| 79832 -              | 1998 WB11                | 21 novembre 1998 | LINEAR                           |
| 79833 -              | 1998 WE11                | 21 novembre 1998 | LINEAR                           |
| 79834 -              | 1998 WN17                | 21 novembre 1998 | LINEAR                           |
| 79835 -              | 1998 WH19                | 21 novembre 1998 | LINEAR                           |
| 79836 -              | 1998 WX19                | 26 novembre 1998 | R. A. Tucker                     |
| 79837 -              | 1998 WB21                | 18 novembre 1998 | LINEAR                           |
| 79838 -              | 1998 WO27                | 18 novembre 1998 | Spacewatch                       |
| 79839 -              | 1998 WX32                | 20 novembre 1998 | LONEOS                           |
| 79840 -              | 1998 WR33                | 23 novembre 1998 | LONEOS                           |
| 79841 -              | 1998 WP36                | 19 novembre 1998 | Spacewatch                       |
| 79842 -              | 1998 WG42                | 19 novembre 1998 | ODAS                             |
| 79843 -              | 1998 WU42                | 16 novembre 1998 | NEAT                             |
| 79844 -              | 1998 WF43                | 21 novembre 1998 | LONEOS                           |
| 79845 -              | 1998 XR2                 | 7 dicembre 1998  | Farra d'Isonzo                   |
| 79846 -              | 1998 XS2                 | 7 dicembre 1998  | BAO Schmidt CCD Asteroid Program |
| 79847 Colzani        | 1998 XY2                 | 7 dicembre 1998  | F. Manca, A. Testa               |
| 79848 -              | 1998 XO13                | 15 dicembre 1998 | ODAS                             |
| 79849 -              | 1998 XJ14                | 15 dicembre 1998 | ODAS                             |
| 79850 -              | 1998 XD17                | 8 dicembre 1998  | ODAS                             |
| 79851 -              | 1998 XQ22                | 11 dicembre 1998 | Spacewatch                       |
| 79852 -              | 1998 XJ24                | 11 dicembre 1998 | Spacewatch                       |
| 79853 -              | 1998 XJ29                | 14 dicembre 1998 | LINEAR                           |
| 79854 -              | 1998 XJ31                | 14 dicembre 1998 | LINEAR                           |
| 79855 -              | 1998 XY32                | 14 dicembre 1998 | LINEAR                           |
| 79856 -              | 1998 XY48                | 14 dicembre 1998 | LINEAR                           |
| 79857 -              | 1998 XD53                | 14 dicembre 1998 | LINEAR                           |
| 79858 -              | 1998 XN54                | 15 dicembre 1998 | LINEAR                           |
| 79859 -              | 1998 XN58                | 15 dicembre 1998 | LINEAR                           |
| 79860 -              | 1998 XZ83                | 15 dicembre 1998 | LINEAR                           |
| 79861 -              | 1998 XX87                | 15 dicembre 1998 | LINEAR                           |
| 79862 -              | 1998 XR89                | 15 dicembre 1998 | LINEAR                           |
| 79863 -              | 1998 XN94                | 15 dicembre 1998 | LINEAR                           |
| 79864 Pirituba       | 1998 XG96                | 11 dicembre 1998 | O. A. Naranjo                    |
| 79865 -              | 1998 XX98                | 8 dicembre 1998  | LINEAR                           |
| 79866 -              | 1998 YY                  | 16 dicembre 1998 | T. Kobayashi                     |
| 79867 -              | 1998 YO1                 | 17 dicembre 1998 | G. Burks, M. Collier             |
| 79868 -              | 1998 YA4                 | 19 dicembre 1998 | T. Kobayashi                     |
| 79869 -              | 1998 YG5                 | 18 dicembre 1998 | ODAS                             |
| 79870 -              | 1998 YO6                 | 21 dicembre 1998 | ODAS                             |
| 79871 -              | 1998 YT7                 | 24 dicembre 1998 | CSS                              |
| 79872 -              | 1998 YU7                 | 24 dicembre 1998 | P. G. Comba                      |
| 79873 -              | 1998 YJ10                | 27 dicembre 1998 | P. G. Comba                      |
| 79874 -              | 1998 YW15                | 22 dicembre 1998 | Spacewatch                       |
| 79875 -              | 1998 YH17                | 22 dicembre 1998 | Spacewatch                       |
| 79876 -              | 1998 YO17                | 22 dicembre 1998 | Spacewatch                       |
| 79877 -              | 1998 YP17                | 22 dicembre 1998 | Spacewatch                       |
| 79878 -              | 1998 YU18                | 25 dicembre 1998 | Spacewatch                       |
| 79879 -              | 1998 YP19                | 25 dicembre 1998 | Spacewatch                       |
| 79880 -              | 1998 YU20                | 25 dicembre 1998 | Spacewatch                       |
| 79881 -              | 1998 YQ30                | 16 dicembre 1998 | LONEOS                           |
| 79882 -              | 1998 YB31                | 17 dicembre 1998 | LONEOS                           |
| 79883 -              | 1999 AL3                 | 8 gennaio 1999   | LINEAR                           |
| 79884 -              | 1999 AP6                 | 14 gennaio 1999  | LINEAR                           |
| 79885 -              | 1999 AE10                | 14 gennaio 1999  | K. Korlević                      |
| 79886 -              | 1999 AL17                | 11 gennaio 1999  | Spacewatch                       |
| 79887 -              | 1999 AN33                | 15 gennaio 1999  | Spacewatch                       |
| 79888 -              | 1999 AQ33                | 15 gennaio 1999  | Spacewatch                       |
| 79889 Maloka         | 1999 AJ35                | 8 gennaio 1999   | O. A. Naranjo                    |
| 79890 -              | 1999 AL38                | 14 gennaio 1999  | LINEAR                           |
| 79891 -              | 1999 BS1                 | 17 gennaio 1999  | K. Korlević                      |
| 79892 -              | 1999 BQ2                 | 18 gennaio 1999  | T. Kobayashi                     |
| 79893 -              | 1999 BM4                 | 19 gennaio 1999  | ODAS                             |
| 79894 -              | 1999 BP4                 | 19 gennaio 1999  | ODAS                             |
| 79895 -              | 1999 BF5                 | 20 gennaio 1999  | T. Kobayashi                     |
| 79896 Billhaley      | 1999 BH5                 | 20 gennaio 1999  | Kleť                             |
| 79897 -              | 1999 BY5                 | 21 gennaio 1999  | K. Korlević                      |
| 79898 -              | 1999 BD6                 | 20 gennaio 1999  | ODAS                             |
| 79899 -              | 1999 BF6                 | 20 gennaio 1999  | ODAS                             |
| 79900 Coreglia       | 1999 BH8                 | 21 gennaio 1999  | S. Donati                        |

## 79901-80000
| Nome                | Designazione provvisoria | Data di scoperta | Scopritore                                              |
| ------------------- | ------------------------ | ---------------- | ------------------------------------------------------- |
| 79901 -             | 1999 BK9                 | 22 gennaio 1999  | K. Korlević                                             |
| 79902 -             | 1999 BY10                | 20 gennaio 1999  | ODAS                                                    |
| 79903 -             | 1999 BX11                | 21 gennaio 1999  | ODAS                                                    |
| 79904 -             | 1999 BO13                | 25 gennaio 1999  | K. Korlević                                             |
| 79905 -             | 1999 BH20                | 16 gennaio 1999  | LINEAR                                                  |
| 79906 -             | 1999 BJ20                | 16 gennaio 1999  | LINEAR                                                  |
| 79907 -             | 1999 BX23                | 18 gennaio 1999  | LINEAR                                                  |
| 79908 -             | 1999 BP27                | 16 gennaio 1999  | Spacewatch                                              |
| 79909 -             | 1999 BY29                | 18 gennaio 1999  | Spacewatch                                              |
| 79910 -             | 1999 BE30                | 19 gennaio 1999  | Spacewatch                                              |
| 79911 -             | 1999 CK                  | 4 febbraio 1999  | T. Kobayashi                                            |
| 79912 Terrell       | 1999 CC3                 | 10 febbraio 1999 | W. R. Cooney Jr.                                        |
| 79913 -             | 1999 CE3                 | 9 febbraio 1999  | P. Pravec                                               |
| 79914 -             | 1999 CK3                 | 7 febbraio 1999  | T. Kagawa                                               |
| 79915 -             | 1999 CR17                | 10 febbraio 1999 | LINEAR                                                  |
| 79916 -             | 1999 CE18                | 10 febbraio 1999 | LINEAR                                                  |
| 79917 -             | 1999 CU22                | 10 febbraio 1999 | LINEAR                                                  |
| 79918 -             | 1999 CZ24                | 10 febbraio 1999 | LINEAR                                                  |
| 79919 -             | 1999 CF28                | 10 febbraio 1999 | LINEAR                                                  |
| 79920 -             | 1999 CU28                | 10 febbraio 1999 | LINEAR                                                  |
| 79921 -             | 1999 CK31                | 10 febbraio 1999 | LINEAR                                                  |
| 79922 -             | 1999 CP34                | 10 febbraio 1999 | LINEAR                                                  |
| 79923 -             | 1999 CA36                | 10 febbraio 1999 | LINEAR                                                  |
| 79924 -             | 1999 CS36                | 10 febbraio 1999 | LINEAR                                                  |
| 79925 -             | 1999 CG42                | 10 febbraio 1999 | LINEAR                                                  |
| 79926 -             | 1999 CP42                | 10 febbraio 1999 | LINEAR                                                  |
| 79927 -             | 1999 CX46                | 10 febbraio 1999 | LINEAR                                                  |
| 79928 -             | 1999 CD49                | 10 febbraio 1999 | LINEAR                                                  |
| 79929 -             | 1999 CB51                | 10 febbraio 1999 | LINEAR                                                  |
| 79930 -             | 1999 CL57                | 10 febbraio 1999 | LINEAR                                                  |
| 79931 -             | 1999 CG63                | 12 febbraio 1999 | LINEAR                                                  |
| 79932 -             | 1999 CA67                | 12 febbraio 1999 | LINEAR                                                  |
| 79933 -             | 1999 CW70                | 12 febbraio 1999 | LINEAR                                                  |
| 79934 -             | 1999 CM71                | 12 febbraio 1999 | LINEAR                                                  |
| 79935 -             | 1999 CF72                | 12 febbraio 1999 | LINEAR                                                  |
| 79936 -             | 1999 CO72                | 12 febbraio 1999 | LINEAR                                                  |
| 79937 -             | 1999 CD73                | 12 febbraio 1999 | LINEAR                                                  |
| 79938 -             | 1999 CB80                | 12 febbraio 1999 | LINEAR                                                  |
| 79939 -             | 1999 CP82                | 10 febbraio 1999 | LINEAR                                                  |
| 79940 -             | 1999 CJ83                | 10 febbraio 1999 | LINEAR                                                  |
| 79941 -             | 1999 CC84                | 10 febbraio 1999 | LINEAR                                                  |
| 79942 -             | 1999 CM85                | 10 febbraio 1999 | LINEAR                                                  |
| 79943 -             | 1999 CO85                | 10 febbraio 1999 | LINEAR                                                  |
| 79944 -             | 1999 CK86                | 10 febbraio 1999 | LINEAR                                                  |
| 79945 -             | 1999 CQ89                | 10 febbraio 1999 | LINEAR                                                  |
| 79946 -             | 1999 CE90                | 10 febbraio 1999 | LINEAR                                                  |
| 79947 -             | 1999 CG90                | 10 febbraio 1999 | LINEAR                                                  |
| 79948 -             | 1999 CR91                | 10 febbraio 1999 | LINEAR                                                  |
| 79949 -             | 1999 CF92                | 10 febbraio 1999 | LINEAR                                                  |
| 79950 -             | 1999 CP92                | 10 febbraio 1999 | LINEAR                                                  |
| 79951 -             | 1999 CY93                | 10 febbraio 1999 | LINEAR                                                  |
| 79952 -             | 1999 CZ95                | 10 febbraio 1999 | LINEAR                                                  |
| 79953 -             | 1999 CG97                | 10 febbraio 1999 | LINEAR                                                  |
| 79954 -             | 1999 CX99                | 10 febbraio 1999 | LINEAR                                                  |
| 79955 -             | 1999 CR104               | 12 febbraio 1999 | LINEAR                                                  |
| 79956 -             | 1999 CW105               | 12 febbraio 1999 | LINEAR                                                  |
| 79957 -             | 1999 CS109               | 12 febbraio 1999 | LINEAR                                                  |
| 79958 -             | 1999 CO112               | 12 febbraio 1999 | LINEAR                                                  |
| 79959 -             | 1999 CO113               | 12 febbraio 1999 | LINEAR                                                  |
| 79960 -             | 1999 CD115               | 12 febbraio 1999 | LINEAR                                                  |
| 79961 -             | 1999 CU116               | 12 febbraio 1999 | LINEAR                                                  |
| 79962 -             | 1999 CR119               | 11 febbraio 1999 | LINEAR                                                  |
| 79963 -             | 1999 CV119               | 11 febbraio 1999 | LINEAR                                                  |
| 79964 -             | 1999 CN120               | 11 febbraio 1999 | LINEAR                                                  |
| 79965 -             | 1999 CD121               | 11 febbraio 1999 | LINEAR                                                  |
| 79966 -             | 1999 CM124               | 11 febbraio 1999 | LINEAR                                                  |
| 79967 -             | 1999 CY124               | 11 febbraio 1999 | LINEAR                                                  |
| 79968 -             | 1999 CO125               | 11 febbraio 1999 | LINEAR                                                  |
| 79969 -             | 1999 CP133               | 11 febbraio 1999 | C. A. Trujillo, J. X. Luu, D. C. Jewitt                 |
| 79970 -             | 1999 CJ135               | 8 febbraio 1999  | Spacewatch                                              |
| 79971 -             | 1999 CP135               | 8 febbraio 1999  | Spacewatch                                              |
| 79972 -             | 1999 CV135               | 8 febbraio 1999  | Spacewatch                                              |
| 79973 -             | 1999 CP136               | 9 febbraio 1999  | Spacewatch                                              |
| 79974 -             | 1999 CS137               | 9 febbraio 1999  | Spacewatch                                              |
| 79975 -             | 1999 CS139               | 7 febbraio 1999  | Spacewatch                                              |
| 79976 -             | 1999 CT152               | 12 febbraio 1999 | Spacewatch                                              |
| 79977 -             | 1999 CS155               | 12 febbraio 1999 | LONEOS                                                  |
| 79978 -             | 1999 CC158               | 15 febbraio 1999 | D. C. Jewitt, C. A. Trujillo, J. X. Luu, S. S. Sheppard |
| 79979 -             | 1999 DQ2                 | 19 febbraio 1999 | T. Kobayashi                                            |
| 79980 -             | 1999 DX3                 | 20 febbraio 1999 | R. A. Tucker                                            |
| 79981 -             | 1999 DC5                 | 17 febbraio 1999 | LINEAR                                                  |
| 79982 -             | 1999 DY8                 | 18 febbraio 1999 | LINEAR                                                  |
| 79983 -             | 1999 DF9                 | 20 febbraio 1999 | J. X. Luu, C. A. Trujillo, D. C. Jewitt                 |
| 79984 -             | 1999 EQ1                 | 6 marzo 1999     | Spacewatch                                              |
| 79985 -             | 1999 ED4                 | 12 marzo 1999    | Spacewatch                                              |
| 79986 -             | 1999 ER5                 | 13 marzo 1999    | R. A. Tucker                                            |
| 79987 -             | 1999 EJ10                | 14 marzo 1999    | Spacewatch                                              |
| 79988 -             | 1999 EK10                | 14 marzo 1999    | Spacewatch                                              |
| 79989 -             | 1999 FH1                 | 17 marzo 1999    | ODAS                                                    |
| 79990 -             | 1999 FP1                 | 16 marzo 1999    | Spacewatch                                              |
| 79991 Umbertoleotti | 1999 FW3                 | 19 marzo 1999    | Osservatorio San Vittore                                |
| 79992 -             | 1999 FS4                 | 17 marzo 1999    | Spacewatch                                              |
| 79993 -             | 1999 FU4                 | 17 marzo 1999    | Spacewatch                                              |
| 79994 -             | 1999 FZ4                 | 17 marzo 1999    | Spacewatch                                              |
| 79995 -             | 1999 FB15                | 19 marzo 1999    | Spacewatch                                              |
| 79996 Vittoria      | 1999 FS19                | 23 marzo 1999    | Osservatorio San Vittore                                |
| 79997 -             | 1999 FW22                | 19 marzo 1999    | LINEAR                                                  |
| 79998 -             | 1999 FH27                | 19 marzo 1999    | LINEAR                                                  |
| 79999 -             | 1999 FJ32                | 19 marzo 1999    | LINEAR                                                  |
| 80000 -             | 1999 FR33                | 19 marzo 1999    | LINEAR                                                  |